# Bernard Hopkins
Bernard Hopkins (ur. 15 stycznia 1965 w Filadelfii) – amerykański bokser, mistrz świata kategorii średniej w latach 1995–2005, w latach 2001–2005 niekwestionowany (posiadał wtedy tytuły IBF, WBC, WBA i The Ring, od 2004 także WBO), w latach 2006–2008 mistrz świata The Ring w kategorii półciężkiej, od 2011 do 2012 roku mistrz świata federacji WBC oraz posiadacz tytułu The Ring w kategorii półciężkiej, od 2013 do 2014 roku mistrz świata IBF wagi półciężkiej, w 2014 mistrz świata WBA i IBA wagi półciężkiej. Pokonał 22 zawodników o tytuł mistrza świata.
Rekordzista pod względem ilości udanych obron tytułu mistrza świata w wadze średniej (20). Uznawany za jednego z najlepszych zawodników tej kategorii wagowej w historii. W 2011 roku magazyn The Ring uwzględnił Hopkinsa na trzecim miejscu na liście najlepszych zawodników kategorii średniej ostatnich 50 lat.
Jest najstarszym zdobywcą tytułu mistrza świata w boksie zawodowym. Dokonał tego 21 maja 2011 roku, zwyciężając nad Jeanem Pascalem w wieku 46 lat i 126 dni. Poprawił tym samym poprzedni rekord należący do George’a Foremana. 9 marca 2013 roku Hopkins poprawił własne osiągnięcie, pokonując w wieku 48 lat i 53 dni, Tavorisa Clouda. Od 26 października 2013 roku po zwycięstwie nad Karo Muratem, Hopkins jest najstarszym bokserem, który obronił tytuł mistrza świata. 19 kwietnia 2014 roku, poprawił wyżej wymienione rekordy i został najstarszym pięściarzem, który zunifikował tytuły mistrza świata po zwycięstwie nad Bejbutem Szumenowem.
Hopkins jest także udziałowcem w grupie promotorskiej Oscara de la Hoi – Golden Boy Promotions, w której zajmuje się  zawodnikami pochodzącymi ze wschodniego wybrzeża Stanów Zjednoczonych.

## Młodość
Bernard Hopkins urodził się 15 stycznia 1965 roku w Filadelfii, w stanie Pensylwania, jako syn Bernarda Hopkinsa Sr. i jego żony Sue. Będąc nastolatkiem często popadał w konflikty z prawem, należał m.in. do różnych młodzieżowych gangów. Treningi bokserskie rozpoczął w wieku siedmiu lat. W wieku trzynastu lat został trzykrotnie ugodzony nożem. Doznał wówczas uszkodzenia płuca i w związku z tym, spędził w szpitalu 6 miesięcy. W wieku siedemnastu lat został złapany w trakcie dokonywania rozboju, który był jednym z dziewięciu przestępstw za które został skazany na 18 lat pozbawienia wolności. W więzieniu Hopkins był świadkiem gwałtu i morderstwa współwięźnia, spowodowanego kłótnią o paczkę papierosów. Mimo tych wydarzeń Hopkins przeszedł w tym okresie swojego życia przemianę duchową, uzyskując dyplom szkoły średniej i nawracając się na islam. W trakcie pobytu w więzieniu Hopkins realizował także specjalny program bokserski. Jego pierwszymi sukcesami było zwycięstwo w turnieju dla amatorskich bokserów z Filadelfii – Golden Gloves, zwycięstwo w młodzieżowej olimpiadzie stanu Pensylwania oraz zdobycie więziennego mistrzostwa kraju w wadze średniej. W 1988 roku, po odbyciu sześciu lat kary, Hopkinsa wypuszczono na zwolnienie warunkowe. W momencie opuszczania więzienia stwierdził on, że nigdy już tam nie wróci.
Tuż po wyjściu z więzienia pracował jako kucharz w Penn Tower Hotel w Filadelfii.

## Pierwsze zawodowe pojedynki
Wśród zawodowców zadebiutował 11 października 1988 roku w wadze półciężkiej. Jego rywalem był inny debiutant - Clinton Mitchell, a walka między nimi odbyła się w Atlantic City. Zakontraktowany na cztery rundy pojedynek zakończył się niejednogłośną decyzją sędziów i porażką Hopkinsa. Mimo to zwrócił on na siebie uwagę trenera Bouie Fishera, który zdecydował się wziąć Hopkinsa pod swoją opiekę. Po szesnastu miesiącach przygotowań Hopkins powrócił do rywalizacji (w kategorii superśredniej), pokonując na punkty Grega Paige'a. Pierwsze zwycięstwo przed czasem odniósł w swojej trzeciej walce, gdy wygrał przez techniczny nokaut w pierwszej rundzie z Keithem Grayem.

## Droga do mistrzostwa świata
Po pojedynku z Grayem stoczył 20 kolejnych zwycięskich walk. W okresie tym zdobył tytuł mistrza Ameryki Północnej USBA, nokautując w pierwszej rundzie z Wayne’em Powellem. Tytuł ten obronił, zwyciężając Gilberta Baptistę przez jednogłośną decyzję sędziów (117-110, 117-110, 115-112).

### Pojedynek z Royem Jonesem Jr.
22 maja 1993 roku Hopkins otrzymał swoją pierwszą szansę zdobycia mistrzostwa świata. Jego przeciwnikiem był jeden z najlepszych pięściarzy lat 90., niepokonany Roy Jones Jr., a stawką pojedynku był tytuł federacji IBF w wadze średniej. Walka odbyła się w Waszyngtonie. Roy Jones przystąpił do pojedynku ze złamaną ręką i w trakcie pojedynku był cięższy od Hopkinsa o ponad osiem kilogramów. Po wyrównanym pojedynku Jones wygrał przez jednogłośną decyzję sędziów (wszyscy trzej punktowali 116-112). Niezadowolony Hopkins domagał się rewanżu, jednak Jones zdecydował się na zmianę kategorii wagowej na wyższą.
Po pojedynku z Jonesem, "Kat" - tak brzmiał pseudonim Hopkinsa, związany z gestem dekapitacji, który Bernard pokazywał swoim przeciwnikom przed każdą walką - stoczył kolejne cztery zwycięskie pojedynki, spośród których trzy toczyły się o mistrzostwo Ameryki Północnej. Pierwszy z nich zakończył się zwycięstwem Hopkinsa przez techniczny nokaut w siódmej rundzie z niepokonanym do tej pory Royem Ritchie. Następnie Hopkins wygrał przez TKO w trzeciej rundzie z Wendallem Hallem, a trzecim pojedynkiem o pas mistrza Ameryki Północnej USBA była walka z Lupe Aquino, zakończona zwycięstwem Hopkinsa na punkty, po wygraniu wszystkich dwunastu rund walki.

### Walki z Segundo Mercado
17 grudnia 1994 roku Hopkins otrzymał swoją drugą mistrzowską szansę. Tytuł federacji IBF po zmianie kategorii wagowej przez Jonesa nie miał właściciela, a do pojedynku o mistrzostwo świata zostali wyznaczeni Bernard Hopkins i zawodnik z Ekwadoru Segundo Mercado. Pojedynek odbył się w Quito i spekulowano o nie najlepszej aklimatyzacji organizmu Hopkinsa do warunków panujących na tak dużej wysokości na jakiej odbywała się walka. Bernard leżał na deskach w piątej i siódmej rundzie, jednak mimo to sędziowie orzekli w tej walce remis, a tytuł w dalszym ciągu nie miał właściciela.
Do pojedynku rewanżowego doszło 29 kwietnia 1995 roku w Stanach Zjednoczonych. Hopkins zdominował walkę, która została przerwana w połowie siódmej rundy, ze względu na rozcięcia na twarzy Mercado. Hopkins został ogłoszony zwycięzcą i po raz pierwszy w swojej karierze zdobył tytuł mistrza świata. Do momentu przerwania walki Hopkins prowadził na kartach punktowych u wszystkich trzech sędziów (59-55, 59-55, 60-53).

## Mistrzostwo świata

### Pierwsze obrony tytułu
Pierwsza obrona tytułu w wykonaniu Hopkinsa, miała miejsce 27 stycznia 1996 roku, a rywalem "Kata" był Steve Frank. Pojedynek zakończył się zwycięstwem Hopkinsa przez nokaut w dwudziestej czwartej sekundzie walki. Kolejnym rywalem Bernarda był niepokonany Joe Lipsey. Hopkins ponownie zdecydowanie zdominował rywala, wygrywając wszystkie trzy pierwsze rundy na kartach punktowych sędziów i nokautując przeciwnika w czwartej rundzie. W trzeciej obronie tytułu B-Hop zmierzył się z Williamem Bo Jamesem. Walka zakończyła się zwycięstwem Hopkinsa przez techniczny nokaut w jedenastej rundzie. Kolejnym pretendentem do tytułu mistrzowskiego był John David Jacksons, którego Hopkins pokonał przez TKO w rundzie siódmej.

### Pojedynek z Glenem Johnsonem
W następnej walce, 20 lipca 1997 roku "Kat" zmierzył się z niepokonanym, przyszłym mistrzem świata Glenem Johnsonem. Walka zakończyła się zwycięstwem Hopkinsa przez techniczny nokaut w rundzie jedenastej, po wygraniu wszystkich wcześniejszych rund pojedynku. 18 listopada 1997 roku Hopkins obronił tytuł pokonując Andrew Councila. Pojedynek zakończył się jednogłośną decyzją sędziów (119-105, 118-106, 118-106) i była to pierwsza obrona tytułu Hopkinsa, która rozstrzygnęła się na punkty. W następnym pojedynku "Kat" zmierzył się z Simonem Brownem. Hopkins wygrał pięć pierwszych rund pojedynku, po czym znokautował Browna w szóstym starciu.

### Walki z Robertem Allenem
28 sierpnia 1998 roku w ósmej obronie tytułu Hopkins zmierzył się z Robertem Allenem. Pojedynek odbył się w Las Vegas. Hopkins przeważał w walce od początku, jednak w czwartej rundzie, przy próbie oderwania zawodników w klinczu, sędzia Mills Lane spowodował wypadnięcie za ring "Kata", który był zbyt poobijany i nie mógł kontynuować pojedynku. Do momentu przerwania walki dwóch sędziów widziało punktową przewagę Hopkinsa, zaś jeden - Allena. Ostatecznie walka została uznana za nieodbytą.
Do rewanżowego pojedynku Hopkinsa z Allenem doszło 6 lutego 1999 roku w Waszyngtonie. Tym razem, "Kat" zdominował walkę od samego początku, posyłając rywala na deski w drugiej i szóstej rundzie, aby ostatecznie zwyciężyć przez techniczny nokaut w rundzie siódmej. Do momentu przerwania walki, Hopkins wyraźnie prowadził na kartach punktowych wszystkich sędziów (59-51, 59-52, 59-52). Była to dziewiąta obrona tytułu mistrzowskiego w wykonaniu B-Hopa.

### Walki z Antwunem Echolsem
Po walkach z Allenem, Hopkins przystąpił do kolejnej obrony tytułu. 12 grudnia 1999 roku "Kat" zmierzył się z Antwunem Echolsem. Po 12 rundach walki, Hopkins wygrał jednogłośną decyzją sędziów (119-109, 118-110, 118-110). W następnym pojedynku Hopkins zmierzył się z Sydem Vanderpoolem i ponownie zwyciężył swojego przeciwnika wyraźną przewagą punktową (118-109, 118-110, 116-112).
1 grudnia 2000 roku doszło do pojedynku rewanżowego Hopkinsa z Echolsem. W szóstej rundzie pojedynku Echols nieprzepisowo podniósł Hopkinsa i rzucił nim o ziemię, co spowodowało kontuzję "Kata". Sędzia stwierdził, że za ten faul Echols może zostać zdyskwalifikowany, jednak ze względu na to iż Hopkins chciał kontynuować pojedynek, walka trwała dalej, a Echols został ukarany odjęciem dwóch punktów. Od tego momentu Hopkins walczył przez kilka kolejnych rund jedną ręką. W siódmej rundzie Echols był liczony, zaś w ósmej sędzia odjął Hopkinsowi punkt za próbę ściągnięcia głowy Echolsa w dół. Ostatecznie pojedynek zakończył się zwycięstwem B-Hopa przez techniczny nokaut w rundzie dziesiątej. Była to dwunasta obrona pasa mistrzowskiego w wykonaniu Hopkinsa.

### Unifikacja z Keithem Holmesem
14 kwietnia 2001 roku w ramach turnieju rozgrywanego w kategorii średniej, Bernard Hopkins przystąpił do swojej pierwszej walki unifikacyjnej. "Kat" zmierzył się z posiadaczem tytułu federacji WBC - Keithem Holmesem. Pojedynek odbył się w Madison Square Garden. W piątej rundzie walki sędzia odjął Hopkinsowi punkt za cios poniżej pasa. Pojedynek zakończył pewnym zwycięstwem Bernarda Hopkinsa na punkty, stosunkiem głosów: 118-109, 117-110, oraz 119-108. Od tamtej walki Hopkins był w posiadaniu mistrzowskich pasów dwóch federacji: IBF oraz WBC.

### Unifikacja z Félixem Trinidadem

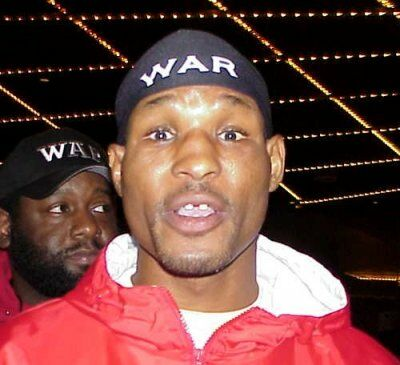
Bernard Hopkins przed walką z Felixem Trinidadem

W finale turnieju kategorii średniej, Bernard Hopkins zmierzył się z kolejnym mistrzem świata. Tym razem był to posiadacz pasa federacji WBA, niepokonany w 40 pojedynkach – Félix "Tito" Trinidad. Pojedynek został wyznaczony na 29 września 2001 roku i odbył się - podobnie jak poprzedni pojedynek unifikacyjny w tej kategorii w wagowej - w Madison Square Garden w Nowym Jorku. Walka początkowo miała odbyć się dwa tygodnie wcześniej, jednak przesunięto ją w związku z zamachami z 11 września 2001 roku. Już przed rozpoczęciem tej walki, budziła ona wiele emocji i kontrowersji. Na konferencji prasowej poprzedzającej walkę, Hopkins wyrwał z rąk Dona Kinga flagę Portoryko i rzucił ją na ziemię. Rozwścieczeni kibice Trinidada rozpoczęli szturm na budynek, w którym odbywała się konferencja. Ostatecznie Bernard Hopkins został ewakuowany z budynku helikopterem.
Faworytem pojedynku był Trinidad, ale sam pojedynek zakończył się pomyślnie dla "Kata". Po całkowitym zdominowaniu walki, Hopkins znokautował Trinidada w ostatniej, dwunastej rundzie i został niekwestionowanym mistrzem wagi średniej, po zdobyciu mistrzowskiego pasa trzeciej federacji, oraz zdobył tytuł mistrza świata magazynu "The Ring". Czasopismo to uznało rundę dziesiątą tej walki za najlepszą rundę roku 2001.

### Trzecia walka z Robertem Allenem
W swoim kolejnym pojedynku Hopkins zmierzył się z Carlem Danielsem. Pojedynek odbył się 2 lutego 2002 roku i zakończył zwycięstwem "Kata" przez techniczny nokaut w dziesiątej rundzie. Była to piętnasta obrona tytułu Bernarda Hopkinsa, w związku z czym poprawił on poprzedni rekord czternastu udanych obron tytułu wagi średniej, należący do Carlosa Monzóna.
W swojej szesnastej obronie tytułu mistrzowskiego Hopkins pokonał Morrade Hakkarę przez poddanie w ósmej rundzie. Następnie "Executioner" pokonał wysoko na punkty Williama Joppy’ego (119-108, 119-109, 118-109), po czym po raz trzeci skonfrontował się z Robertem Allenem, który był oficjalnym pretendentem do tytułu mistrzowskiego federacji IBF. W piątej rundzie Allen został ukarany przez sędziego odjęciem punktu za ciosy poniżej pasa, w siódmej Hopkins posłał swojego przeciwnika na deski, a walka ostatecznie zakończyła się pewnym zwycięstwem punktowym "Kata" (119-107, 119-107, 117-109).

### Pojedynek z Oscarem de la Hoyą
18 września 2004 roku w MGM Grand w Las Vegas doszło do kolejnej obrony tytułów "Kata". Tym razem jego przeciwnikiem był posiadacz pasa prestiżowej federacji WBO – Óscar de la Hoya. Pojedynek odbył się w umownym limicie 158 funtów (ok. 72 kilogramy). Hopkins po raz kolejny przeważał nad swoim przeciwnikiem i ostatecznie zwyciężył przez nokaut w dziewiątej rundzie, po lewym sierpowym na tułów. Była to pierwsza porażka "Złotego Chłopca" przed czasem. Do momentu nokautu, dwóch sędziów widziało punktową przewagę Hopkinsa, zaś jeden - de la Hoi (79-73, 78-74, 75-77).

### Pojedynek z Howardem Eastmanem
Do swojej dwudziestej obrony mistrzowskiego tytułu Hopkins przystąpił 19 lutego 2005 w Los Angeles (stan Kalifornia). Jego przeciwnikiem był były pretendent do tytułu mistrza świata (WBA, 2001), dwukrotny mistrz Europy wagi średniej i oficjalny pretendent federacji WBC, legitymujący się wówczas bilansem czterdziestu zwycięstw w czterdziestu jeden walkach - Howard Eastman. Pojedynek zakończył się wyraźnym zwycięstwem Hopkinsa na wszystkich trzech kartach punktowych sędziów (119-110, 117-111, 116-112).

## Utrata mistrzostwa świata
16 lipca 2005 roku w MGM Grand Las Vegas doszło do kolejnego pojedynku Bernarda Hopkinsa w obronie swoich mistrzowskich tytułów. Tym razem rywalem B-Hopa był niepokonany Jermain Taylor. Faworytem bukmacherów w tej walce był "Kat". Po wyrównanym pojedynku sędziowie niejednogłośną decyzją, ogłosili jako zwycięzcę Taylora (113-115, 116-112, 113-115). Hopkins utracił swoje mistrzowskie tytuły, lecz decyzja ta wywołała bardzo wiele kontrowersji, między innymi z powodu statystyk ciosów, które były korzystne dla Hopkinsa, a także wielu obserwatorów, którzy punktowali wygraną Hopkinsa. 3 grudnia 2005 roku w Mandalay Bay Resort and Casino doszło do pojedynku rewanżowego. Walka ponownie była bardzo wyrównana i ponownie w kontrowersyjnych okolicznościach sędziowie podjęli decyzje o zwycięstwie Jermaina Taylora (115-113, 115-113, 115-113). Statystyki ciosów ponownie były korzystne dla Hopkinsa, a rezultat walki kwestionowany.

## Waga półciężka

### Pojedynek z Antonio Tarverem
Po dwóch porażkach na punkty z Jermainem Taylorem w 2005 roku i utracie mistrzostwa w wadze średniej Bernard zdecydował się stoczyć 10 czerwca 2006 roku walkę w kategorii półciężkiej z pogromcą Roya Jonesa Jr. – Antonio Tarverem, który uznawany był za najlepszego boksera tej kategorii wagowej i faworyta tego pojedynku. Przed pojedynkiem obaj zawodnicy zawarli zakład o 250 tysięcy dolarów, dotyczący tego iż Tarver zdoła znokautować Hopkinsa w przeciągu sześciu rund. W piątej rundzie Tarver był liczony, a po dwunastu rundach pojedynku Hopkins został ogłoszony zwycięzcą przez jednogłośną decyzję sędziów (wszyscy sędziowie punktowali 118-109) i zdobył tytuły mistrza świata mało znaczących federacji IBO i NBA, a także mistrzostwo świata "The Ring". Motywacją Hopkinsa do przystąpienia do tej walki nie była chęć zdobycia kolejnych pasów, tylko zmierzenie się z trudnym przeciwnikiem, dlatego zrezygnował z mniej znaczących tytułów IBO i NBA wkrótce po pojedynku. Hopkins był jednak w dalszym ciągu posiadaczem pasa mistrza świata magazynu "The Ring".

### Pojedynek z Winky Wrightem
21 czerwca 2007 roku Bernard Hopkins zmierzył z byłym niekwestionowanym mistrzem świata wagi junior średniej, pogromcą Félixa Trinidada i Shane’a Mosleya – Ronaldem Wrightem. Na oficjalnym ważeniu przed walką, doszło do przepychanki pomiędzy zawodnikami i związku z tym Hopkins został ukarany grzywną w wysokości dwustu tysięcy dolarów. Wright, który wcześniej zremisował w walce z Jermainem Taylorem, tym razem został zdominowany i przegrał z Hopkinsem na kartach punktowych wszystkich sędziów (116-112, 117-111, 117-111).

### Pojedynek z Joe Calzaghe
19 kwietnia 2008 roku Hopkins zmierzył się z niepokonanym byłym mistrzem świata kategorii superśredniej, Walijczykiem – Joe Calzaghem. 43-letni Hopkins posłał w pierwszej rundzie Calzaghiego na deski, lecz ostatecznie niejednogłośną decyzją sędziów zwyciężył Walijczyk (jeden z sędziów punktował zwycięstwo Hopkinsa, zaś dwóch pozostałych - Calzaghego). Associated Press, New York Daily News, Yahoo! Sports, ESPN, oraz Fighthype punktowali walkę 114-113 dla Bernarda Hopkinsa. Ekspert HBO, Harold Lederman punktował pojedynek 116-111 dla Calzaghego.

### Pojedynek z Kelly Pavlikiem
W kolejnym pojedynku 18 października 2008 roku, Bernard Hopkins zmierzył się z niepokonanym, dwukrotnym pogromcą Jermaina Taylora i mistrzem kategorii średniej – Kelly Pavlikiem. Pojedynek odbył się w umownym limicie 170 funtów (ok. 77 kilogramów), a pasy federacji WBC i WBO wagi średniej, które były w posiadaniu Pavlika, nie były stawką tej walki. Faworytem walki był Pavlik, jednak B-Hop całkowicie zdominował pojedynek od pierwszej rundy i ostatecznie wygrał wysoko na punkty (117-109, 118-108, 119-106). W kolejnym pojedynku "Kat" stanął w ringu z Enrique Ornelasem. Hopkins zwyciężył po dwunastu rundach jednogłośną decyzją sędziów (118-110, 119-109, 120-109).

### Rewanż z Royem Jonesem Jr.
3 kwietnia 2010 roku doszło do długo wyczekiwanego rewanżu, za walkę z 1993 roku z Royem Jonesem Jr. Po pierwszej, spokojnej rundzie do ataku przystąpił Hopkins. Walka jednak wymagała wielu interwencji sędziego, gdyż obaj zawodnicy często klinczowali. Pod koniec drugiej rundy po udanej kombinacji ciosów w wykonaniu "Kata", z łuku brwiowego Jonesa, zaczęła cieknąć krew. Wraz z kolejnymi rundami przewaga B-Hopa była coraz bardziej wyraźna. Pod koniec szóstej rundy, Jones zadał nieprzepisowy cios w tył głowy, za co został mu odebrany punkt. Po wznowieniu walki Hopkins zaatakował Jonesa i obaj zawodnicy nie zaprzestali wymiany ciosów nawet po gongu kończącym rundę, co spowodowało wejście ochrony na ring. Pod koniec ósmej rundy walka ponownie została chwilowo przerwana, ze względu na kolejny nieprzepisowy cios Jonesa. Podobna sytuacja miała miejsce w rundzie dziesiątej. Po dwunastu rundach walki, zwycięzcą ogłoszono Bernarda Hopkinsa (118-109, 117-110, 117-110), który tym samym zrewanżował się Jonesowi za porażkę sprzed prawie siedemnastu lat.

## Kolejne mistrzostwa świata

### Walki z Jeanem Pascalem
18 grudnia 2010 roku, "Kat" zmierzył się z Jeanem Pascalem, mistrzem federacji WBC, IBO, oraz magazynu The Ring w wadze półciężkiej. Była to szansa dla Bernarda, by przejść do historii, gdyż zwycięstwo w tej walce oznaczałoby dla niego zostanie najstarszym mistrzem świata w historii boksu. W dniu pojedynku "Kat" miał 45 lat 11 miesięcy i 3 dni. Hopkins leżał na deskach w pierwszej i trzeciej rundzie, lecz w drugiej części walki całkowicie zdominował pojedynek. Pomimo tego, sędziowie podjęli kontrowersyjną decyzję o remisie (jeden sędzia punktował na rzecz Hopkinsa, pozostali dwaj przyznali remis). W związku z tym tytuł mistrzowski pozostał w rękach Pascala.
Do pojedynku rewanżowego doszło 21 maja 2011 roku. Kilka pierwszych rund walki było wyrównane, jednak w drugiej fazie pojedynku, "Kat" zaczął dominować. W dziewiątej i dziesiątej rundzie Pascal dotknął rękawicą maty, co było spowodowane ciosami Hopkinsa. Sędzia podjął jednak kontrowersyjną decyzję i zdecydował się nie liczyć Kanadyjczyka. Ostatecznie Hopkins pokonał Pascala jednogłośnie na punkty (115-113, 116-112, 115-114) i tym samym "Kat" mając 46 lat 4 miesiące i 6 dni, został najstarszym mistrzem świata w boksie zawodowym, bijąc dotychczasowy rekord George’a Foremana.

### Walki z Chadem Dawsonem
15 października 2011 podczas swojej pierwszej obrony tytułu z Chadem Dawsonem, podczas zwarcia w drugiej rundzie, Hopkins został nieprzepisowo rzucony przez przeciwnika, co spowodowało naderwanie stawu barkowego. Kontuzja ta uniemożliwiła mu kontynuowanie pojedynku, a sędzia pojedynku ogłosił zwycięstwo Dawsona przez techniczny nokaut. Federacja WBC nie uznała takiego werdyktu walki, w związku z czym Bernard Hopkins dalej pozostał mistrzem świata. Pas The Ring także pozostał w rękach Kata. 13 grudnia 2011 roku Komisja Sportowa Stanu Kalifornia oficjalnie uznała pojedynek za nieodbyty ("no contest") i w związku z tym Hopkins pozostał zawodnikiem, który nigdy nie przegrał przed czasem.
15 grudnia 2011 roku, federacja WBC zarządziła rewanż. Walka odbyła się 28 kwietnia 2012 w Atlantic City. Po pojedynku na pełny dystans Hopkins przegrał niejednogłośną decyzją sędziów i stracił pasy mistrzowskie.

### Pojedynek z Tavorisem Cloudem
9 marca 2013 roku w Nowym Jorku odbyła się walka Bernarda Hopkinsa z mistrzem świata federacji IBF wagi półciężkiej, niepokonanym Tavorisem Cloudem. Była to szansa dla Hopkinsa na poprawienie własnego rekordu jako najstarszego zawodnika w historii boksu, który zdobył tytuł mistrzowski. Faworytem bukmacherów był Cloud. Od początku pojedynku Hopkins przejął inicjatywę i po dwunastu rundach pojedynku został ogłoszony zwycięzcą przez jednogłośną decyzję sędziów punktowych (116-112, 116-112, 117-111).
W pierwszej obronie tytułu Hopkins zmierzył się 26 października 2013 w Atlantic City z oficjalnym pretendentem do tytułu, Niemcem Karo Muratem. Hopkins wygrał ten pojedynek przez jednogłośną decyzję sędziów punktowych (117-110, 119-109, 119-109).

### Unifikacja z Beibutem Shumenovem
19 kwietnia 2014 roku, Hopkins zmierzył się w pojedynku unifikacyjnym z mistrzem WBA, Bejbutem Szumenowem. Po dwóch rozpoznawszych starciach, Amerykanin przejął inicjatywę i wygrał pojedynek niejednogłośną decyzją sędziów (116-111, 116-111, 113-114). Punktacja ostatniego sędziego została określona jako skandaliczna, a sam Hopkins został najstarszym mistrzem świata, który zufinikował tytuły mistrza świata.

### Unifikacja z Siergiejem Kowalowem
8 listopada 2014 na gali w Atlantic City, Hopkins przegrał jednogłośnie na punkty w pojedynku unifikacyjnym z mistrzem WBO z Siergiejem Kowalowem (26-0-1, 23 KO), tracąc tytuły mistrza świata. Po dwunastu rundach sędziowie punktowali 107-120, 107-120 i 106-120 dla Rosjanina.
W swojej pożegnalnej walce 17 grudnia 2016 w Inglewood w Kalifornii przegrał przez techniczny nokaut w ósmej rundzie z rodakiem Joe Smithem Jr. Do momentu przerwania walki prowadził na jednej z trzech kart punktowych. Na konferencji prasowej po walce, Smith poprosił Hopkinsa o autograf, nazywając go wielkim mistrzem.

## Lista walk zawodowych
| Rezultat   | Bilans      | Przeciwnik         | Typ                       | Runda, czas   | Data                 | Miejsce                      | Uwagi |
| ---------- | ----------- | ------------------ | ------------------------- | ------------- | -------------------- | ---------------------------- | --- |
| Przegrana  | 55-8-2 2 NC | Joe Smith Jr.      | TKO                       | 8 (12), 0:53  | 17 grudnia 2016      | Inglewood, Kalifornia        | Walka pożegnalna |
| Przegrana  | 55-7-2 2 NC | Siergiej Kowalow   | Decyzja (jednogłośnie)    | 12            | 8 listopada 2014     | Atlantic City, New Jersey    | Utracił tytuły mistrza świata IBF, WBA (Super) i IBA wagi półciężkiej.                                                                                     |
| Zwycięstwo | 55-6-2 2 NC | Bejbut Szumenow    | Decyzja (niejednogłośnie) | 12            | 19 kwietnia 2014     | Waszyngton, D.C., Waszyngton | Obronił tytuł mistrza świata IBF wagi półciężkiej, zdobył tytuły mistrza świata WBA (Super) i IBA wagi półciężkiej.                                        |
| Zwycięstwo | 54-6-2 2 NC | Karo Murat         | Decyzja (jednogłośnie)    | 12            | 26 października 2013 | Atlantic City, New Jersey    | Obronił tytuł mistrza świata IBF wagi półciężkiej. |
| Zwycięstwo | 53-6-2 2 NC | Tavoris Cloud      | Decyzja (jednogłośnie)    | 12            | 9 marca 2013         | Brooklyn, Nowy Jork          | Zdobył tytuł mistrza świata IBF wagi półciężkiej. |
| Przegrana  | 52-6-2 2 NC | Chad Dawson        | Decyzja (niejednogłośnie) | 12            | 28 kwietnia 2012     | Atlantic City, New Jersey    | Stracił tytuły mistrza świata WBC i The Ring wagi półciężkiej                                                                                              |
| NC         | 52-5-2 2 NC | Chad Dawson        | No Contest                | 2 (12), 2:48  | 15 października 2011 | Los Angeles, Kalifornia      | Obronił tytuł mistrza świata WBC i The Ring wagi półciężkiej. Decyzją Komisji Sportowej Stanu Kalifornia pojedynek został uznany za nieodbyty (no contest) |
| Zwycięstwo | 52-5-2 1 NC | Jean Pascal        | Decyzja (jednogłośnie)    | 12            | 21 maja 2011         | Montreal, Kanada             | Zdobył tytuł mistrza świata WBC i The Ring wagi półciężkiej                                                                                                |
| Remis      | 51-5-2 1 NC | Jean Pascal        | Remis (niejednogłośnie)   | 12            | 18 grudnia 2010      | Quebec City, Kanada          | O tytuł mistrza świata WBC i The Ring wagi półciężkiej |
| Zwycięstwo | 51-5-1 1 NC | Roy Jones Jr.      | Decyzja (jednogłośnie)    | 12            | 3 kwietnia 2010      | Las Vegas, Nevada            | |
| Zwycięstwo | 50-5-1 1 NC | Enrique Ornelas    | Decyzja (jednogłośnie)    | 12            | 2 grudnia 2009       | Filadelfia, Pensylwania      | |
| Zwycięstwo | 49-5-1 1 NC | Kelly Pavlik       | Decyzja (jednogłośnie)    | 12            | 18 października 2008 | Atlantic City, New Jersey    | Tytuły mistrza świata WBC i WBO wagi średniej należące do Pavlika nie były stawką walki                                                                    |
| Przegrana  | 48-5-1 1 NC | Joe Calzaghe       | Decyzja (niejednogłośnie) | 12            | 19 kwietnia 2008     | Las Vegas, Nevada            | Stracił tytuł mistrza świata The Ring wagi półciężkiej |
| Zwycięstwo | 48-4-1 1 NC | Ronald Wright      | Decyzja (jednogłośnie)    | 12            | 21 lipca 2007        | Las Vegas, Nevada            | Obronił tytuł mistrza świata The Ring wagi półciężkiej |
| Zwycięstwo | 47-4-1 1 NC | Antonio Tarver     | Decyzja (jednogłośnie)    | 12            | 10 czerwca 2006      | Atlantic City, New Jersey    | Zdobył tytuł mistrza świata The Ring oraz pasy IBO, NBA i w wadze półciężkiej                                                                              |
| Przegrana  | 46-4-1 1 NC | Jermain Taylor     | Decyzja (jednogłośnie)    | 12            | 3 grudnia 2005       | Las Vegas, Nevada            | O tytuły mistrza świata IBF, WBC, WBA (Super), WBO i The Ring wagi średniej                                                                                |
| Przegrana  | 46-3-1 1 NC | Jermain Taylor     | Decyzja (niejednogłośnie) | 12            | 16 lipca 2005        | Las Vegas, Nevada            | Stracił tytuły mistrza świata IBF, WBC, WBA (Super), WBO i The Ring wagi średniej                                                                          |
| Zwycięstwo | 46-2-1 1 NC | Howard Eastman     | Decyzja (jednogłośnie)    | 12            | 19 lutego 2005       | Los Angeles, Kalifornia      | Obronił tytuły mistrza świata IBF, WBC, WBA (Super), WBO i The Ring wagi średniej                                                                          |
| Zwycięstwo | 45-2-1 1 NC | Oscar De La Hoya   | KO                        | 9 (12), 1:38  | 18 września 2004     | Las Vegas, Nevada            | Obronił tytuły mistrza świata IBF, WBC, WBA (Super) i The Ring wagi średniej, zdobył tytuł WBO wagi średniej                                               |
| Zwycięstwo | 44-2-1 1 NC | Robert Allen       | Decyzja (jednogłośnie)    | 12            | 5 czerwca 2004       | Las Vegas, Nevada            | Obronił tytuły mistrza świata IBF, WBC, WBA (Super) i The Ring wagi średniej                                                                               |
| Zwycięstwo | 43-2-1 1 NC | William Joppy      | Decyzja (jednogłośnie)    | 12            | 13 grudnia 2003      | Atlantic City, New Jersey    | Obronił tytuły mistrza świata IBF, WBC, WBA (Super) i The Ring wagi średniej                                                                               |
| Zwycięstwo | 42-2-1 1 NC | Morrade Hakkar     | TKO                       | 8 (12), 3:00  | 29 marca 2003        | Filadelfia, Pensylwania      | Obronił tytuły mistrza świata IBF, WBC, WBA (Super) i The Ring wagi średniej                                                                               |
| Zwycięstwo | 41-2-1 1 NC | Carl Daniels       | TKO                       | 10 (12), 3:00 | 2 lutego 2002        | Reading, Pennsylvania        | Obronił tytuły mistrza świata IBF, WBC, WBA (Super) i The Ring wagi średniej                                                                               |
| Zwycięstwo | 40-2-1 1 NC | Félix Trinidad     | TKO                       | 12 (12), 1:18 | 29 września 2001     | Nowy Jork, stan Nowy Jork    | Obronił tytuły mistrza świata IBF i WBC, zdobył tytuł mistrza świata WBA (Super). Zdobył wakujący tytuł mistrza świata magazynu The Ring wagi średniej     |
| Zwycięstwo | 39-2-1 1 NC | Keith Holmes       | Decyzja (jednogłośnie)    | 12            | 14 kwietnia 2001     | Nowy Jork, stan Nowy Jork    | Obronił tytuł mistrza świata IBF, zdobył tytuł mistrza świata WBC wagi średniej                                                                            |
| Zwycięstwo | 38-2-1 1 NC | Antwun Echols      | TKO                       | 10 (12), 1:42 | 1 grudnia 2000       | Las Vegas, Nevada            | Obronił tytuł mistrza świata IBF wagi średniej |
| Zwycięstwo | 37-2-1 1 NC | Syd Vanderpool     | Decyzja (jednogłośnie)    | 12            | 13 maja 2000         | Indianapolis, Indiana        | Obronił tytuł mistrza świata IBF wagi średniej |
| Zwycięstwo | 36-2-1 1 NC | Antwun Echols      | Decyzja (jednogłośnie)    | 12            | 12 grudnia 1999      | Miami, Floryda               | Obronił tytuł mistrza świata IBF wagi średniej |
| Zwycięstwo | 35-2-1 1 NC | Robert Allen       | TKO                       | 7 (12), 1:18  | 6 lutego 1999        | Waszyngton, D.C.             | Obronił tytuł mistrza świata IBF wagi średniej |
| NC         | 34-2-1 1 NC | Robert Allen       | No Contest                | 4 (12), 2:57  | 28 sierpnia 1998     | Las Vegas, Nevada            | Obronił tytuł mistrza świata IBF wagi średniej |
| Zwycięstwo | 34-2-1      | Simon Brown        | TKO                       | 6 (12), 1:00  | 31 stycznia 1998     | Atlantic City, New Jersey    | Obronił tytuł mistrza świata IBF wagi średniej |
| Zwycięstwo | 33-2-1      | Andrew Council     | Decyzja (jednogłośnie)    | 12            | 18 listopada 1997    | Upper Marlboro, Maryland     | Obronił tytuł mistrza świata IBF wagi średniej |
| Zwycięstwo | 32-2-1      | Glen Johnson       | TKO                       | 11 (12), 1:23 | 20 lipca 1997        | Indio, Kalifornia            | Obronił tytuł mistrza świata IBF wagi średniej |
| Zwycięstwo | 31-2-1      | John David Jackson | TKO                       | 7 (12), 2:22  | 19 kwietnia 1997     | Shreveport, Louisiana        | Obronił tytuł mistrza świata IBF wagi średniej |
| Zwycięstwo | 30-2-1      | William Bo James   | TKO                       | 11 (12), 2:02 | 16 lipca 1996        | Atlantic City, New Jersey    | Obronił tytuł mistrza świata IBF wagi średniej |
| Zwycięstwo | 29-2-1      | Joe Lipsey         | KO                        | 4 (12), 2:50  | 16 marca 1996        | Las Vegas, Nevada            | Obronił tytuł mistrza świata IBF wagi średniej |
| Zwycięstwo | 28-2-1      | Steve Frank        | TKO                       | 1 (12), 0:24  | 27 stycznia 1996     | Phoenix, Arizona             | Obronił tytuł mistrza świata IBF wagi średniej |
| Zwycięstwo | 27-2-1      | Segundo Mercado    | TKO                       | 7 (12), 1:10  | 29 kwietnia 1995     | Landover, Maryland           | Zdobył tytuł mistrza świata IBF wagi średniej |
| Remis      | 26-2-1      | Segundo Mercado    | Remis                     | 12            | 17 grudnia 1994      | Quito, Ekwador               | O wakujący tytuł mistrza świata IBF wagi średniej |
| Zwycięstwo | 26–2        | Lupe Aquino        | Decyzja (jednogłośnie)    | 12            | 17 maja 1994         | Atlantic City, New Jersey    | Obronił tytuł mistrza Ameryki Północnej USBA wagi średniej                                                                                                 |
| Zwycięstwo | 25–2        | Melvin Wynn        | TKO                       | 3, 0:48       | 26 lutego 1994       | Atlantic City, New Jersey    | |
| Zwycięstwo | 24–2        | Wendall Hall       | TKO                       | 3 (12), 0:28  | 23 listopada 1993    | Las Vegas, Nevada            | Obronił tytuł mistrza Ameryki Północnej USBA wagi średniej                                                                                                 |
| Zwycięstwo | 23–2        | Roy Ritchie        | TKO                       | 7 (12), 1:47  | 3 czerwca 1993       | Filadelfia, Pensylwania      | Obronił tytuł mistrza Ameryki Północnej USBA wagi średniej                                                                                                 |
| Przegrana  | 22–2        | Roy Jones Jr.      | Decyzja (jednogłośnie)    | 12            | 22 maja 1993         | Washington, D.C.             | O wakujący tytuł mistrza świata IBF |
| Zwycięstwo | 22–1        | Gilbert Baptist    | Decyzja (jednogłośnie)    | 12            | 16 lutego 1993       | Denver, Kolorado             | Obronił tytuł mistrza Ameryki Północnej USBA wagi średniej                                                                                                 |
| Zwycięstwo | 21–1        | Wayne Powell       | TKO                       | 1 (12), 0:21  | 4 grudnia 1992       | Atlantic City, New Jersey    | Zdobył wakujący tytuł mistrza Ameryki Północnej USBA wagi średniej                                                                                         |
| Zwycięstwo | 20–1        | Eric Rhinehart     | KO                        | 1, 1:47       | 14 września 1992     | Filadelfia, Pensylwania      | |
| Zwycięstwo | 19–1        | James Stokes       | KO                        | 1             | 28 sierpnia 1992     | Atlantic City, New Jersey    | |
| Zwycięstwo | 18–1        | Anibal Miranda     | Decyzja (jednogłośnie)    | 10            | 21 maja 1992         | Paryż, Francja               | |
| Zwycięstwo | 17–1        | Randy Smith        | Decyzja (jednogłośnie)    | 10            | 3 kwietnia 1992      | Atlantic City, New Jersey    | |
| Zwycięstwo | 16–1        | Dennis Milton      | TKO                       | 4 (10)        | 31 stycznia 1992     | Filadelfia, Pensylwania      | |
| Zwycięstwo | 15–1        | Willie Kemp        | Decyzja (jednogłośnie)    | 10            | 13 grudnia 1991      | Atlantic City, New Jersey    | |
| Zwycięstwo | 14–1        | David McCluskey    | TKO                       | 7 (10)        | 26 listopada 1991    | Filadelfia, Pensylwania      | |
| Zwycięstwo | 13–1        | Ralph Moncrief     | TKO                       | 1 (10), 1:28  | 23 września 1991     | Filadelfia, Pensylwania      | |
| Zwycięstwo | 12–1        | Danny Mitchell     | KO                        | 1             | 9 lipca 1991         | Filadelfia, Pensylwania      | |
| Zwycięstwo | 11–1        | Pedro Marquez      | TKO                       | 1             | 20 czerwca 1991      | Parsippany, New Jersey       | |
| Zwycięstwo | 10–1        | Steve Langley      | TKO                       | 3 (6), 1:10   | 18 marca 1991        | Las Vegas, Nevada            | |
| Zwycięstwo | 9–1         | Richard Quiles     | KO                        | 1 (6)         | 26 lutego 1991       | Filadelfia, Pensylwania      | |
| Zwycięstwo | 8–1         | Mike Sapp          | TKO                       | 1             | 17 listopada 1990    | Fort Myers, Floryda          | |
| Zwycięstwo | 7–1         | Darrin Oliver      | TKO                       | 1             | 20 października 1990 | Atlantic City, New Jersey    | |
| Zwycięstwo | 6–1         | Percy Harris       | Decyzja (jednogłośnie)    | 6             | 5 sierpnia 1990      | Atlantic City, New Jersey    | |
| Zwycięstwo | 5–1         | Khalif Shabazz     | KO                        | 1, 0:36       | 30 czerwca 1990      | Atlantic City, New Jersey    | |
| Zwycięstwo | 4–1         | Jouvin Mercado     | TKO                       | 2 (4), 0:43   | 31 maja 1990         | Rochester, Nowy Jork         | |
| Zwycięstwo | 3–1         | Eddie Tyler        | TKO                       | 1             | 18 maja 1990         | Atlantic City, New Jersey    | |
| Zwycięstwo | 2–1         | Keith Gray         | TKO                       | 1             | 26 kwietnia 1990     | Filadelfia, Pensylwania      | |
| Zwycięstwo | 1–1         | Greg Paige         | Decyzja (jednogłośnie)    | 4             | 22 lutego 1990       | Filadelfia, Pensylwania      | |
| Przegrana  | 0–1         | Clinton Mitchell   | Decyzja (niejednogłośnie) | 4             | 11 października 1988 | Atlantic City, New Jersey    | |

TKO – techniczny nokaut, KO – nokaut, UD – jednogłośna decyzja, SD- niejednogłośna decyzja, MD – decyzja większości, PTS – walka zakończona na punkty, DQ – dyskwalifikacja

## Życie prywatne
Bernard Hopkins ma żonę o imieniu Jeanette oraz dwoje dzieci (córkę i syna).